# El mundo es tuyo (película)
El mundo es tuyo (en francés: Le monde est à toi) es el nombre de una película francesa de género comedia dirigida por Romain Gavras y estrenada en 2018. Estuvo protagonizada por Karim Leklou, Isabelle Adjani y Vincent Cassel.
La película fue seleccionada para ser proyectada en la Quincena de Directores en el Festival de Cannes. Además, obtuvo dos nominaciones en los Premios César.

## Sinopsis
Un traficante parisino que quiere dejar atrás la vida de delincuente acepta un último encargo en España, en el que no faltarán el amor, mafiosos y una madre controladora.

## Reparto
- Karim Leklou: François
- Isabelle Adjani: Dany
- Vincent Cassel: Henri
- Oulaya Amamra: Lamya
- Gabby Rose: Britanny
- Sam Spruell: Bruce
- Mounir Amamra: Mohamed 1
- Mahamadou Sangare: Mohamed 2
- Robert Lyndon Harry: Manchester
- Sofian Khammes: Poutine
- François Damiens: René
- Philippe Katerine: Vincent
- Norbert Ferrer: Monsieur Lhermitte
- Audrey Langle: cómplice de Dany
- John Landis: cliente

## Recepción

### Crítica
La película tuvo críticas mayormente positivas. "Una película de gangsters totalmente innecesaria (...) Gavras es un narrador que tiene un control total de lo que sucede en pantalla."  dijo Peter Debruge de Variety. "Una película criminal tosca que se salva por los grandes nombres y el humor (...) El guion de 'The World is Yours' es esporádicamente hilarante pero muy poco sutil" dijo Stephen Dalton de The Hollywood Reporter."Gavras ha aprovechado la oportunidad, escenificando esta película criminal enérgica y carnavalesca con elegancia e ingenio (...) Puntuación: ★★★★ (sobre 5)" dijo Phil Hoad de The Guardian.

### Premios y nominaciones
- Premios César al mejor actor revelación - Karim Leklou (nominado)
- Premios César a la mejor actriz de reparto - Isabelle Adjani (nominada)